# Rudnoje
Rudnoje (biał. Руднае, Rudnaje, ros. Рудное, Rudnoje) – wieś na Białorusi, w obwodzie homelskim, w rejonie chojnickim, w sielsowiecie Sudkowo. W 1921 roku znajdowało się w niej 31 budynków i folwark.